# (4945) Ikenozenni
(4945) Ikenozenni est un astéroïde de la ceinture principale.

## Description
(4945) Ikenozenni est un astéroïde de la ceinture principale. Il fut découvert le 18 septembre 1987 à Toyota par Kenzo Suzuki et Takeshi Urata. Il présente une orbite caractérisée par un demi-grand axe de 2,57 UA, une excentricité de 0,32 et une inclinaison de 4,9° par rapport à l'écliptique.

## Compléments